# Raymond Moussu
Raymond Moussu, né le 31 mars 1888 à Monthodon (Indre-et-Loire) et mort le 18 décembre 1956 à Saint-Roch (Indre-et-Loire), est un homme politique français.

## Biographie
Fils d'agriculteurs, Raymond Moussu fait des études vétérinaires et exerce ensuite à l'école vétérinaire d'Alfortville. Son activité professionnel lui vaut, plus tard, d'être décoré de l'ordre du mérite agricole.
Mobilisé en 1916, il participe aux combats de la première guerre mondiale dont il ressort avec la croix de guerre.
De nouveau mobilisé pendant la Seconde Guerre mondiale, il est fait prisonnier, puis libéré comme ancien combattant.
Il adhère au Mouvement Républicain Populaire dès sa création, en 1944, et c'est avec cette étiquette qu'il est élu maire de Neuvy-le-Roi, où il possède une propriété, en 1945, et conseiller général d'Indre-et-Loire, dans le canton de Neuvy-le-Roi, cette même année.
En octobre, il est en deuxième position sur la liste du MRP menée dans le département par Joannès Dupraz, pour l'élection de la première constituante, et est élu député.
À l'assemblée, il intervient surtout sur les questions touchant le monde agricole et rural. Sa connaissance des dossiers le font apprécier de Pierre Pflimlin, et il entre au comité directeur du parti en 1946, y siégeant jusqu'en 1955.
Réélu député en juin 1946 dans les mêmes conditions, il conserve son siège en novembre, malgré une perte d'influence électorale du MRP dans le département. Dans la foulée, il n'est pas réélu maire en 1947, et, de même, est battu lors des cantonales de 1949.
En janvier 1948, il est élu président de la commission de l'agriculture de l'assemblée nationale, et intervient de façon régulière sur les questions agricoles. Il ne parvient cependant pas à empêcher, en décembre 1948, la création d'un ordre national des vétérinaires.
Ses défaites locales expliquent sans doute qu'il ne soit pas retenu sur la liste du MRP pour les législatives de 1951, malgré sa volonté de se porter candidat.
La suite de sa carrière politique est une série d'échec : en 1953 aux municipales à Neuvy-le-Roi, puis, en 1955 à l'élection du Conseil de la République. Le MRP le dissuade de se porter candidat aux cantonales qui ont lieu cette même année, et, en 1956, il décide de ne pas solliciter le renouvellement de ses mandats dans les structures internes du MRP.

## Détail des fonctions et des mandats
Mandats parlementaires
- 21 octobre 1945 - 10 juin 1946 : Député d'Indre-et-Loire
- 2 juin 1946 - 27 novembre 1946 : Député d'Indre-et-Loire
- 10 novembre 1946 - 4 juillet 1951 : Député d'Indre-et-Loire